# Kaiane Aldorino
Kaiane Aldorino Lopez (Gibraltar, 8 de julho de 1986) é uma política, modelo e rainha da beleza de Gibraltar eleita Miss Mundo 2009.
Kaiane fez história ao ser a primeira cidadã gibraltina a vencer um concurso de beleza internacional importante.

## Biografia
Fluente em inglês e espanhol, como a maioria dos cidadãos de Gibraltar, onde nasceu e vive, ela trabalhou na área de recursos humanos de um hospital do pequeno país por cinco anos antes de participar do Miss Gibraltar 2009.
Após entregar a coroa, Kaiane iniciou uma carreira no governo de seu país e em 2017 se tornou prefeita de Gibraltar, cargo simbólico no qual ficou até meados de 2019.
Ela é casada com Aaron Lopez e tem um filho, nascido em 2016.

## Participação em concursos de beleza

### Miss Gibraltar 2009
Kaiane foi coroada Miss Gibraltar em junho de 2009.

### Miss Mundo 2009
Meses depois, em 12 dezembro de 2009, na África do Sul, ela fez história ao se tornar a primeira gibraltina a ser semifinalista e depois vencer o Miss Mundo, derrotando outras 111 concorrentes. Durante o concurso, ela também venceu a prova preliminar de Beleza Praia.

#### Reinado

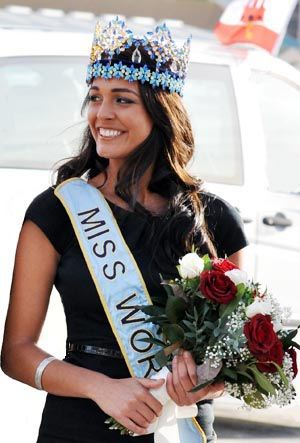
Kaiane sendo recepcionada em seu país, Gibraltar

No dia de sua vitória, Kaiane levou a população do pequeno país às ruas. As pessoas cantavam, acenavam com bandeiras e os carros buzinavam, enquanto fogos de artifício estouravam no céu para comemorar. O Ministro-chefe de Gibraltar, Peter Caruana, declarou que a vitória era uma grande conquista do povo gibraltino e prometeu que ela teria uma recepção de 'rainha' na volta para casa.
Em 16 de dezembro, Kaiane chegou a Gibraltar a bordo de um jato executivo fretado especialmente para ela e desfilou entre a multidão de compatriotas pela rua principal do lugar, no mesmo carro aberto usado pela princesa Diana e pelo príncipe Charles, quando visitaram o território em sua viagem de lua-de-mel nos anos 80.
O pequeno território parou para recebê-la e saudá-la nas ruas, na parada precedida pela banda do Royal Gibraltar Regiment, que se encerrou com a nova Miss Mundo falando ao povo da sacada do palácio governamental, depois que o governo publicou uma conclamação para que os negócios e lojas de Gibraltar fechassem por algumas horas daquele dia para que todos pudessem participar da recepção de boas-vindas. As comemorações se encerraram com uma entrevista coletiva de Kaiane e uma festa com fogos de artifício no porto de Gibraltar.
Falando ao GBC em dezembro de 2019, ao se completarem 10 anos de sua vitória, ela disse: "voltar para Gibraltar foi incrível".
Durante o reinado, Kaiane viajou para vários países, incluindo o Reino Unido, Gibraltar, Japão, Brunei, Canadá, EUA, Espanha, Alemanha, Itália, Indonésia, Irlanda e China.

## Vida após o Miss Mundo
Em julho de 2011, Kaiane foi condecorada pelo Parlamento de Gibraltar com as duas mais altas comendas do território, a Freedom of the City of Gibraltar e a Gibraltar Medallion of Honour, em reconhecimento por "sua contribuição em medida significante e excepcional para a jornada coletiva de Gibraltar". O Ministro-chefe também declarou que "não achava que nenhum de nós poderia trazer tanta alegria, celebração e satisfação ao país como Kaiane fez".
Após entregar a coroa, Kaiane iniciou uma carreira no governo de seu país, tendo sido em 2014 apontada vice-prefeita de Gibraltar e, em  2017, prefeita do pequeno território, cargos meramente simbólicos.
Em seu país, ela é, também, presença constante na imprensa e eventos, tendo, por exemplo, em fevereiro de 2019 liderado a recepção a ex-coordenadores e ex-misses de Gibraltar.
No dia 12 de dezembro de 2019, a imprensa de Gibraltar divulgou notas sobre sua vitória dez anos antes. Falando ao GBC, ela disse sobre a noite do evento: "tudo foi muito rápido, para ser honesta. Fiquei em choque quando ouvi a palavra 'Gibraltar'".
Ela é casada com Aaron Lopez e tem um filho, nascido em 2016, e atualmente assina seu nome como Kaiane Aldorino Lopez.